# Radimovice (okres Liberec)
Obec Radimovice (německy Radimowitz) se nachází v okrese Liberec, kraj Liberecký. Obec velmi blízce sousedí se zámkem Sychrov a obcí Sychrov. Radimovice leží na katastrálním území Radimovice u Sychrova. Žije zde 365 obyvatel.

## Historie
První písemné zmínky o prvních usedlostech na místě dnešních Radimovic pocházejí ze 14. století. Poprvé se píše o Radimovicích jako celku v roce 1543, pod jménem Radimowicze.

### Doba pradávná
Nález kamenné sekyrky z mladší doby kamenné, která patřila kultuře lidu popelnicových polí, dokazuje, že lidé se usídlili v okolí Radimovic již v době kamenné.
Další historii známe až od 14. století a víme že v této době byly dnešní Radimovice rozděleny na dvě části. První část náležela k Albrechtickému statku, jehož majitelé byli například Tistové z Libštejna. Později tyto statky připadly Alšovi ze Sovince a v 16. století Kryštofu z rodu Kyjů z Kyjova. Tyto statky v této době čítaly 25 poddaných.
Druhou část, patřící pod panství frýdštejnské, vlastnili páni z Operstorfu, až do bitvy na Bílé hoře, kdy museli emigrovat a celé Radimovice připadly Albrechtovi z Valdštejna.

### Doba pobělohorská
Po bitvě na Bílé hoře připadla velká území císařskému vrchnímu veliteli Albrechtu z Valdštejna jako konfiskát. Mezi tyto úděly, tvořící vcelku frýdlantské vévodství, patřily i celé Radimovice, čímž byly na určitou dobu spojeny.
Po smrti Albrechta z Valdštejna zakoupil část Radimovic, patřící k panství frýdštejnskému a českodubskému, Jan Ludvík Isolani. Později, roku 1653, bylo toto panství darováno jeho dcerou Regin (která zde byla abatyší) klášteru u sv. Jakuba ve Vídni. Roku 1783 tento klášter zrušil Josef II., čímž panství připadlo náboženskému fondu rakouského arcivévodství. Druhá část, patřící ke statku Albrechtice, přešla roku 1669 do držení Vincence Lakoťte z Frintroppu. Jeho syn prodal roku 1740 panství Františku z Valdštejna.

### Doba knížat z Rohanu
Nejprve v roce 1820 kupuje rod Rohanů, který emigroval z Francie před francouzskou revolucí do Rakouska, část patřící Františku z Valdštejna a okolí Radimovic za účelem vybudování svého sídla zámku Sychrova. Až v roce 1838 rod knížat z Rohanu sjednotil celé Radimovice nákupem zbytku Radimovic.
V letech 1856 až 1858 za Kamila Rohana probíhala stavba železniční trati mezi Pardubicemi a Libercem. Při této stavbě byl proražen 676 m dlouhý Sychrovský tunel pod obcí. Tunel byl prorážen z jihu, ze severu a dokonce pomocí šachty i ze středu - celkové náklady na tunel se pohybovaly okolo 500 000 zlatých. Dále v rámci tohoto projektu 32 m nad mohelským údolím vznikla dnešní technická památka - osmiobloukový Sychrovský viadukt. Tento viadukt vyniká především umístěním 9,5 m širokých oblouků nad sebou, což je nejen v České republice zcela výjimečná koncepce.
V této době, roku 1866, se Radimovic dotkla také prusko-rakouská válka, kdy obec a okolí musely zásobovat rakouské vojáky, kteří ustupovali přes Sychrov k Turnovu.
První vodovod byl v obci postaven roku 1868. Snaha o rozšíření byla v roce 1925, kdy obec jednala s Kamilem Rohanem o napojení na zámecký vodovod. Obec získala sice další pozemky, ale vodovod byl v uspokojivé míře rozšířen až roku 1941.
V roce 1892 byla založena pošta a později telegrafní úřad a četnická stanice pro obvod: Sychrov, Radostín, Radimovice, Husa, Kamení, Vlastibořice, Albrechtice, Červenice, Sedlisko.
V prvních volbách do obecního zastupitelstva, které se konaly 1919, byl zvolen starostou domkář Čeněk Kocour.
Roku 1945 byl zámek Sychrov Rohanům vyvlastněn na základě Benešových dekretů.

### Vývoj mezi lety 1948 a 1990

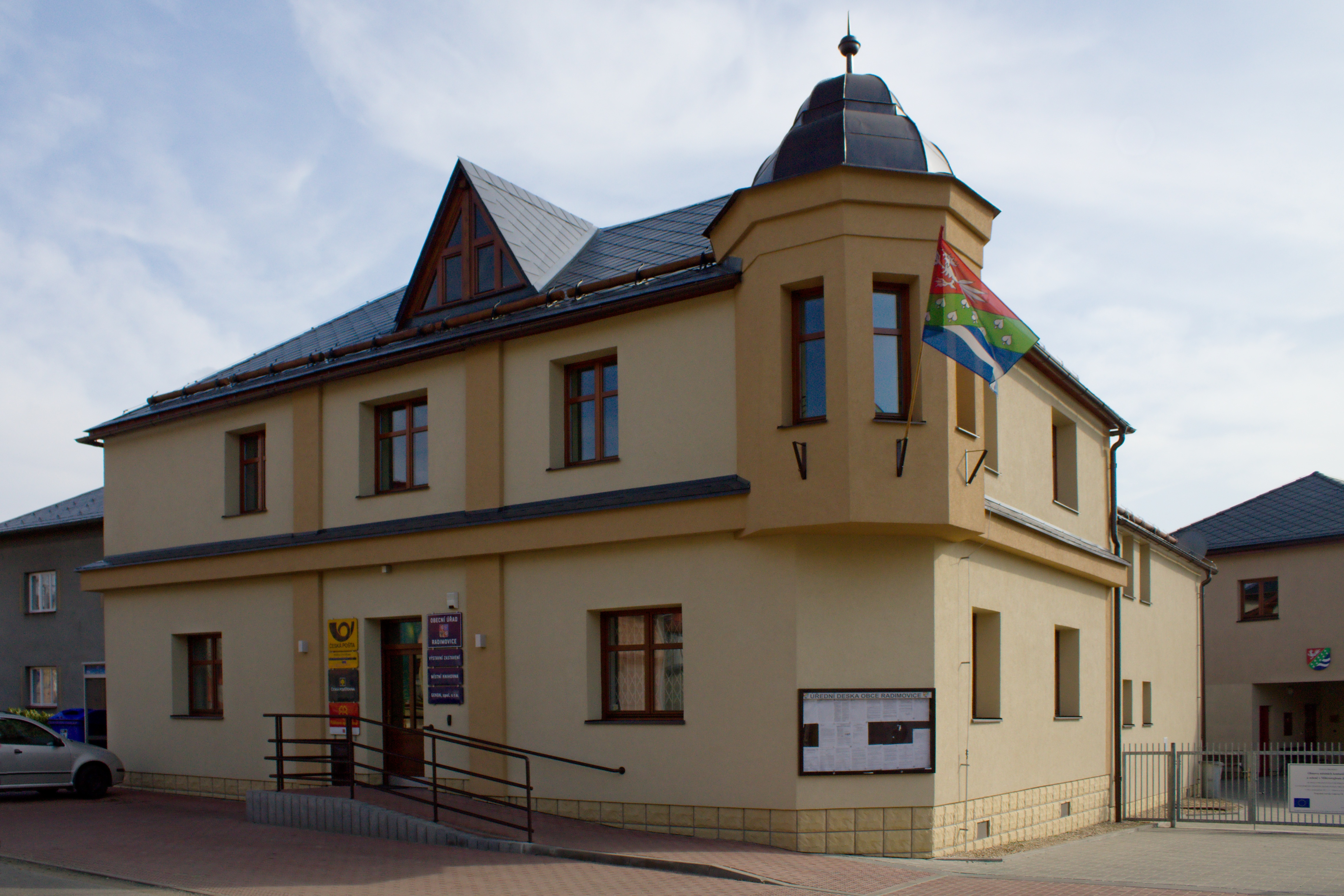
Budova obecního úřadu v Radimovicích, kde také sídlí pošta Sychrov a obecní knihovna

První JZD vzniklo v obci roku 1952. V roce 1961 jsou sloučena JZD Čtveřín, Lažany, Paceřice, Radimovice a Žďárek pod jedno velké družstvo, které dostává název Velký Sychrov. Později, v roce 1963, jsou obecní zastupitelstva sloučena pod Místní národní výbor Sychrov, který sídlí na území dnešních Radimovic. V roce 1984 došlo k reorganizaci a byly sloučeny MNV obcí Žďárek, Husa, Paceřice, Lažany, Vrchovina, Sedlejovice, Třtí, Radostín, Doubí, Čtveřín, Radimovice pod MNV Sychrov. A konečně v roce 1990 dochází k opětovnému osamostatnění Radimovic, spolu s několika dalšími obcemi (bývalá obec Radostín,jež zahrnuje vesnice Radostín, Třtí, Vrchovina a Sedlejovice se sloučila se zámkem Sychrov a od roku 1990 pod názvem Sychrov vystupuje jako celek).
V 50. letech byla také k obci připojena skupina chalup s rybníkem nazývaná Rybník, která dříve patřila ke Kamení. Rybník v průběhu 2. poloviny 20. století zcela ztratil svoji samostatné postavení.

## Pamětihodnosti

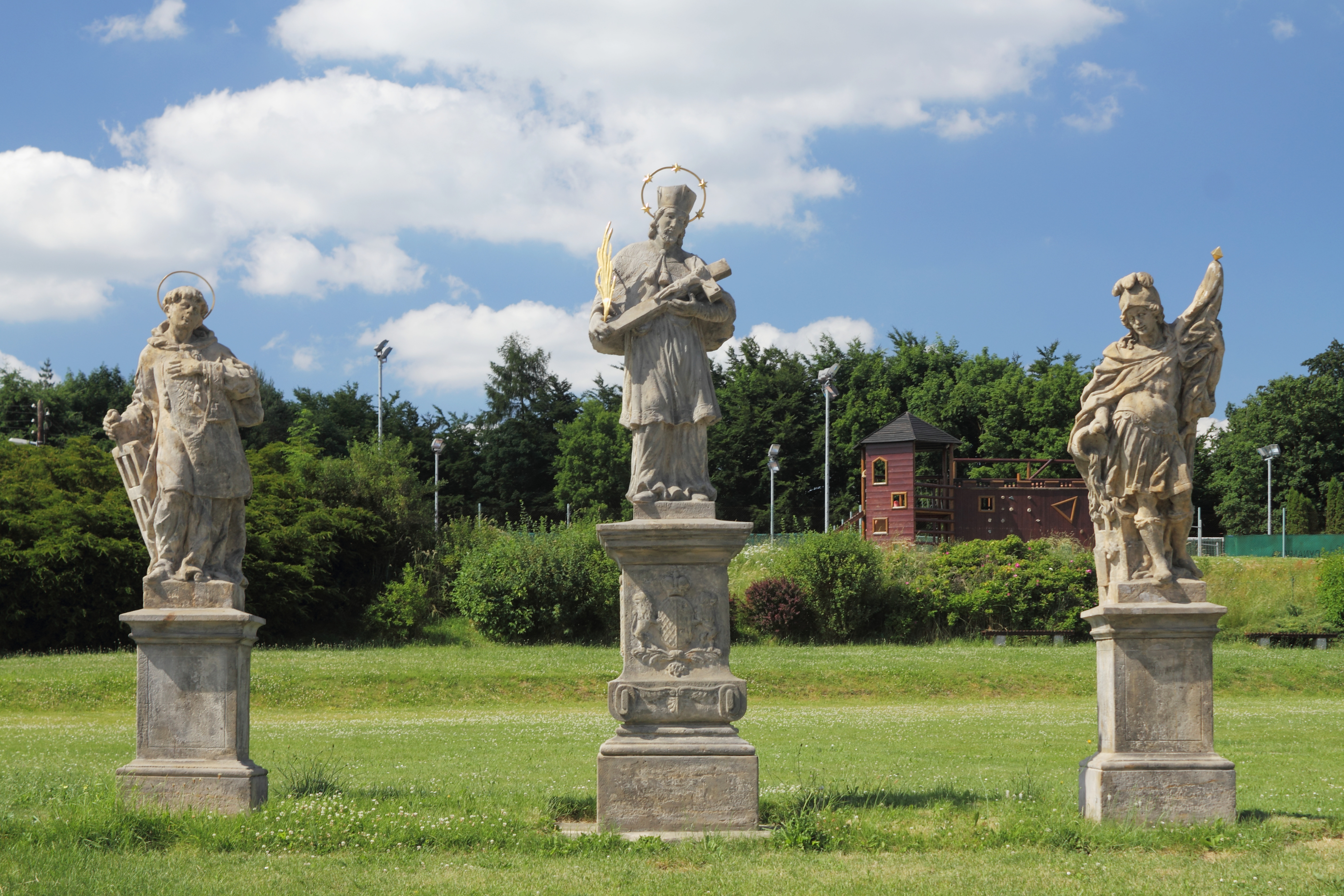
Sochy třech svatých

- Lipová alej — táhne se napříč Radimovicemi až k parkovišti před zámkem Sychrov, v listopadu 2009 byla velká část aleje pokácena
- Tři sochy svatých — Vavřince, Jana z Nepomuka a Floriána, nacházející se v lipové aleji
- Památník obětí druhé světové války — také v aleji
- Tzv. Sychrovský viadukt — most přes údolí Mohelky na katastrálních územích Radimovice u Sychrova a Radostín u Sychrova mezi stanicí Sychrov a zastávkou Sedlejovice na trati Jaroměř – Liberec od bratří Kleinů a Vojtěcha Lanny staršího
- Lesní putování s Kamilem Rohanem – naučná stezka vytvořená a ležící na území Radimovic a Sychrova, otevřena 19. srpna 2008 ve spolupráci s Lesy České republiky